# Ruth Verde Zein
Ruth Verde Zein (São Paulo, Brasil, 7 de marzo de 1955) es una arquitecta y docente brasileña, y destaca en la escena internacional como una de las más reconocidas críticas latinoamericanas contemporáneas por sus aportes al estudio de la arquitectura de la Escuela Paulista.

## Trayectoria

### Formación
Ruth Verde Zein es arquitecta (1977) por la Facultad de Arquitectura y Urbanismo de la Universidad de São Paulo, FAU-USP, Brasil; máster (2000) y Doctorado (2005) en Teoría, Historia y Crítica por la Universidad Federal de Río Grande do Sul del Programa de Investigación y Posgrado en Arquitectura, PROPAR-UFRGS, Porto Alegre, Brasil; y completó sus estudios posdoctorales (2008) en la FAU-USP. 
Vive en São Paulo desde donde ejerce una intensa actividad académica enfocada al estudio y la difusión de la arquitectura brasilera y latinoamericana a través de su participación como miembro de comités internacionales y como profesora invitada en numerosos seminarios, debates, conferencias y cursos en universidades de Brasil y del mundo. Ha sido una activa integrante de los Seminarios de Arquitectura Latinoamericana (SAL).

### Enseñanza e investigación
Es profesora de Diseño y Arquitectura Moderna y Contemporánea de grado y posgrado en la Universidad Presbiteriana Mackenzie de São Paulo desde 1997 e investigadora voluntaria en el PROPAR-UFRGS bajo la coordinación del profesor Carlos Eduardo Dias Comas.
Creó, junto a su equipo de investigación, Arquitetura Brutalista (2008-2009), un banco de datos digital cuyo contenido muestra información seleccionada sobre casi un centenar de obras de Arquitectura Brutalista de São Paulo. Sus estudios sugieren la posibilidad de que el Brutalismo Paulista local fue una manifestación de la tendencia entre muchas otras, que forman una especie de red mundial entre cientos de obras brutalistas que fueron diseñadas y construidas casi simultáneamente, en varias partes del mundo, a mediados del siglo XX. Sobre esta hipótesis trabaja en Brutalist Connections Research (desde 2009), una nueva investigación cuyo objetivo es recopilar información sobre las obras de esta línea, entre 1950 y 1970, situadas en diferentes ciudades importantes en el continente americano, tratando de entender el significado de este fenómeno de alcance internacional.

### Publicaciones y curaduría
Ha desarrollado sus escritos fundamentalmente sobre temas vinculados a la Teoría, Historia y Crítica a través del análisis de la producción proyectual arquitectónica moderna y contemporánea en Brasil y América Latina. Ha publicado un centenar de artículos en revistas internacionales de reconocida trayectoria como Proyecto, AU, Summa, A&V, Arquitectura Viva entre otras y ha escrito varios libros como autora o coautora, entre los que destacan O Lugar da Crítica. Ensaios Oportunos de Arquitetura (2002); Rosa Kliass: Desenhando paisagens, moldando uma profissão (2006) escrito junto a Rosa Kliass; Brasil: Arquiteturas após 1950 (2011) escrito junto a María Alice Junqueira Bastos; y el reciente Brutalist Connections: what it stands for (2014).
Es conocida su labor en el mundo editorial como editora de la revista especializada de arquitectura Projeto entre 1982 y 1997. Actualmente es miembro del consejo de redacción y colaborador frecuente de esta y de otras revistas nacionales e iberoamericanas, como Vitruvius/ Arquitextos, Revista En Blanco (España), Revista Pós, ARQ (Chile) y colaboradora permanente de Summa+ (Argentina).
En 2015 participó como colaboradora por parte de Brasil, en la curaduría de la muestra Latin America in Construction: Architecture 1955–1980 realizada en el MoMA de Nueva York.

## Reconocimientos
Es miembro del Comité Internacional de Críticos de Arquitectura desde 1985. 
Es miembro del DOCOMOMO-BR/Internacional. 
Su tesis doctoral sobre la Arquitectura Paulista Brutalista del período 1950-1970, recibió el Premio Capes 2006 otorgado por el Ministerio de Educación de Brasil a la mejor tesis doctoral sobre la arquitectura nacional.
El libro Brasil: Arquiteturas após 1950 recibió el Premio Luis Saia del Instituto de Arquitectos Brasileños de Sao Paulo en 2010.
Es miembro del consejo asesor y del Jurado Internacional del Premio de Arquitectura Latinoamericana Rogelio Salmona desde 2013